# Mohammed Barkindo

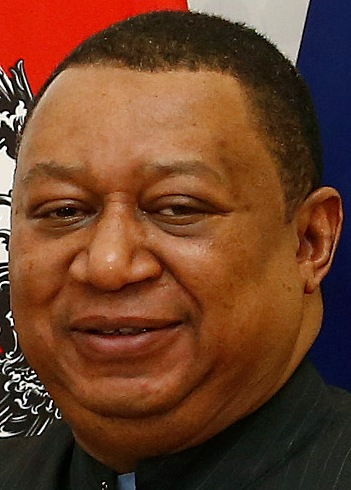
Mohammed Barkindo (2016)

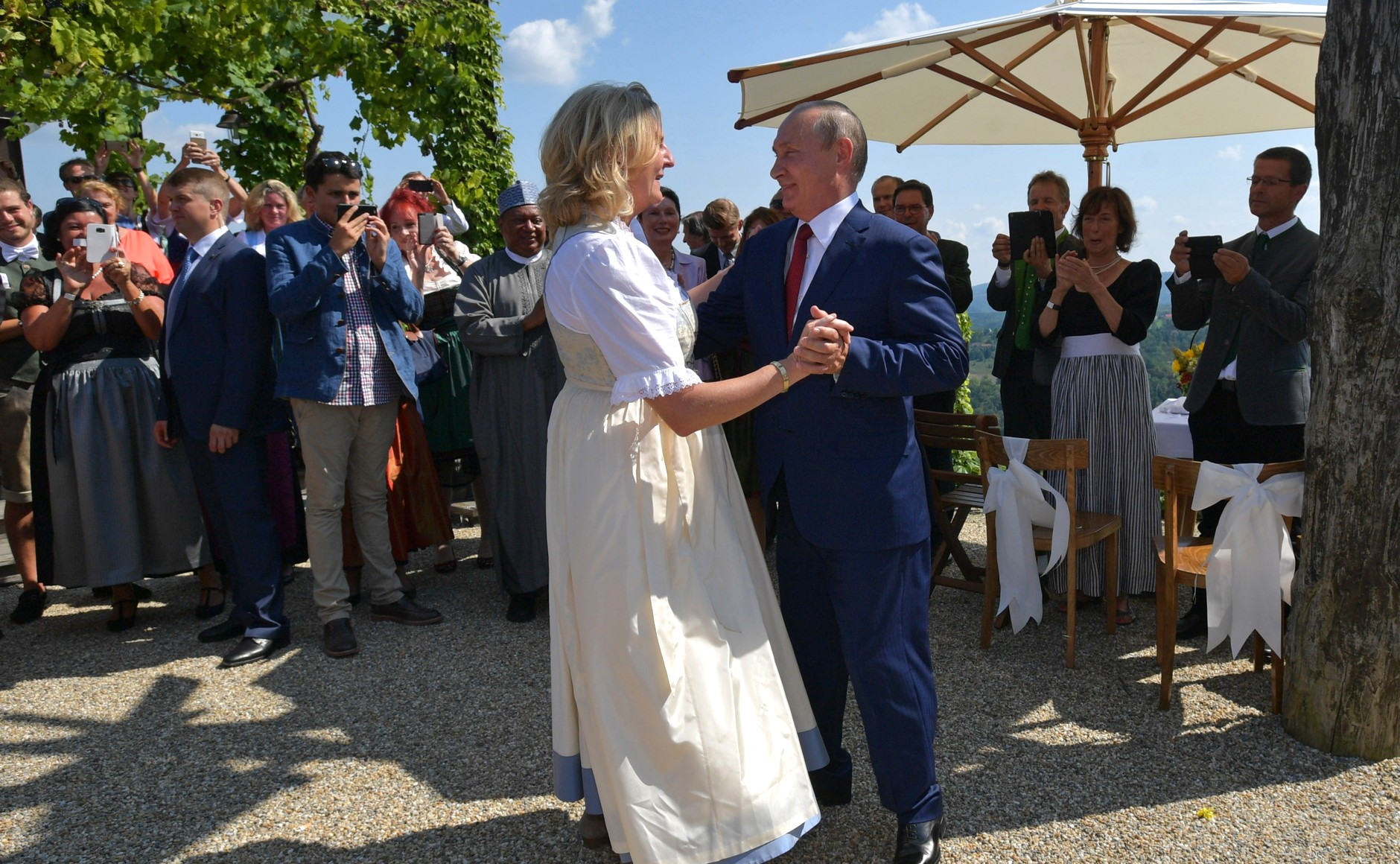
Barkindo (links hinter Karin Kneissl) bei der Hochzeit Kneissls in Gamlitz (2018)

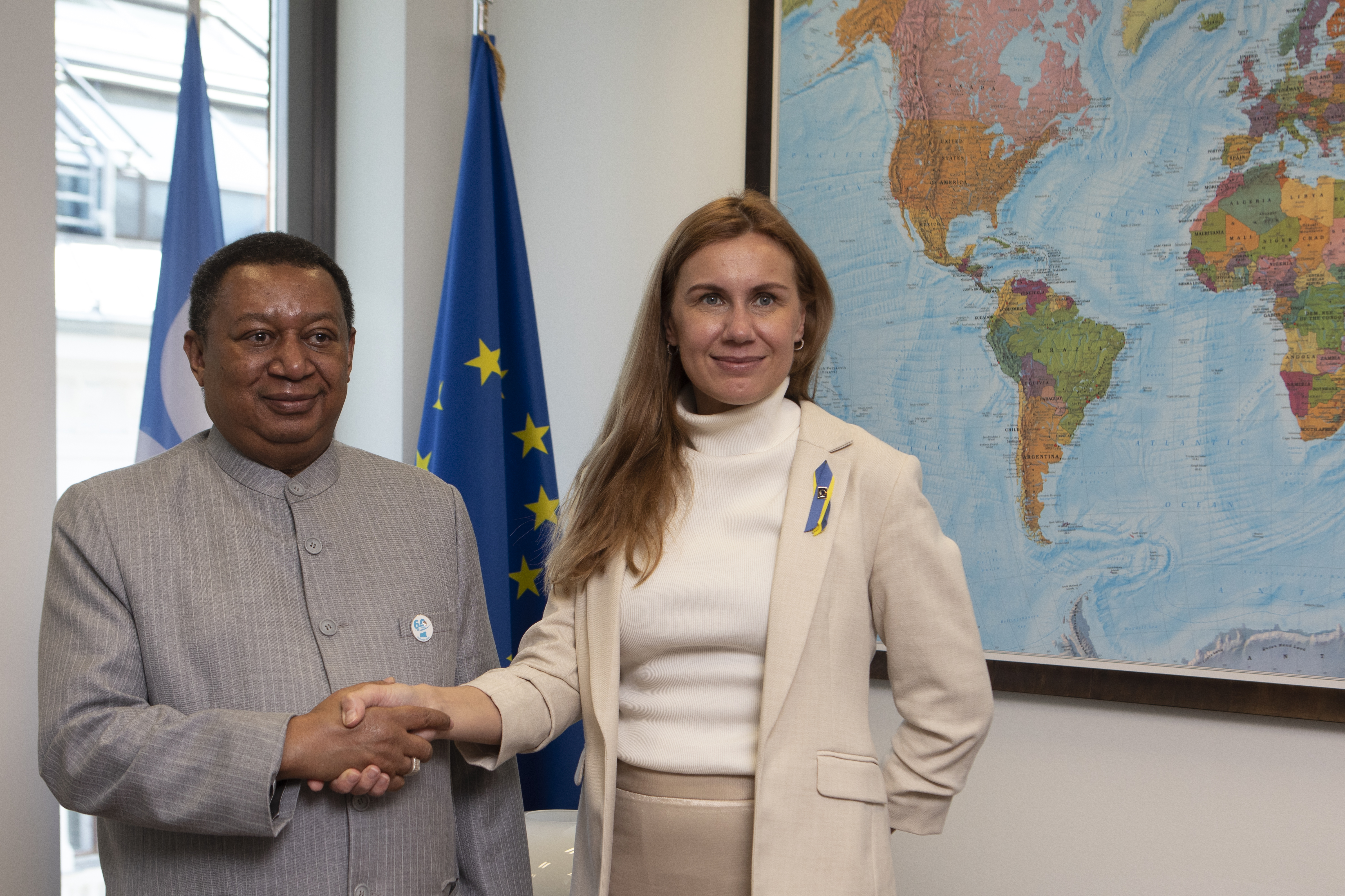
Barkindo mit Kadri Simson (2022)

Mohammed Sanusi Barkindo (* 20. April 1959 in Yola (Nigeria); † 5. Juli 2022) war von 2016 bis zu seinem Tod Generalsekretär der OPEC.
Barkindo stammte aus Nigeria und studierte an der Ahmadu Bello University, in Oxford und an der Washington University.
Ab 1992 war er für die Nigerian National Petroleum Corporation tätig. Von 2009 bis 2010 war er OPEC-Vertreter Nigerias. Vom 1. August 2016 bis zu seinem Tod war er OPEC-Generalsekretär. Bereits im Januar 2022 war mit Wirkung zum 1. August 2022 Haitham al-Ghais zu Barkindos Nachfolger bestimmt worden.